# Histoire de l'animation chinoise
Parallèlement au cinéma « vivant », le cinéma chinois connaît une grande tradition de cinéma d'animation. Les pionniers sont les frères Wan, qui réalisent de nombreux courts-métrages dans les années 1920 et 1930. Le cinéma chinois se concentre jusqu'en 1947 dans les régions nord-est du pays où le Studio de cinéma est créé avec un département spécial pour l'animation : les studios d’art de Shanghai. Il réunit des professionnels de l'animation mais aussi des peintres et auteurs de bande dessinée. C'est le départ de l'époque florissante de l'animation chinoise qui, durant une quinzaine d'années, utilise plusieurs formats, comme les papiers découpés, des peintures traditionnelles, des ombres chinoises, ou encore le dessin à l'encre de Chine, qui fascine le public chinois. Les deux premiers films d'animation réalisés avec cette dernière technique et qui étonnent le monde entier, sont Les Têtards à la recherche de leur maman, et La Fuite du cochon d'Inde.
Après quelques soucis dans les années 1960, l'animation chinoise prend un nouveau départ à la fin des années 1970 et connaît aujourd'hui un développement à la mesure de celui de son économie. Ce qui différencie le cinéma chinois des autres, c'est que ces films ont pour point de départ une expression ou un proverbe, une légende ou une philosophie liés à l'histoire du pays. De plus, ils sont le plus souvent dépourvus de dialogues pour une question d'exportation.

## Première période
Aux alentours de 180 A.D., le premier zootrope est inventé par Ting Huan (en) (丁緩). L'industrie moderne de l'animation démarre en 1888 en France grâce à Émile Reynaud. L'animation chinoise démarre dans les années 1920, et s'inspire de productions principalement américaines, allemandes et françaises. L'un des premiers exemples d'animation étrangère n'atteint Shanghai qu'à partir de 1918. Celui-ci s'intitule 从墨水瓶里跳出来 actuellement connu sous le titre de Out of the Inkwell.

## Périodes d'exploration (années 1920–1945)

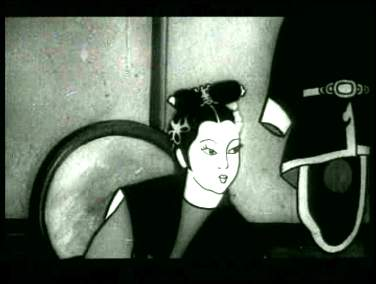
Scène originaire du court-métrage La Princesse à l'éventail de fer.

En 1922, Wan Laiming produit la première animation dans une publicité de cartoon pour Shuzhendong Chinese Typewriter. Elle est suivie par le court métrage animé de 1924 intitulé Dog Treat. L'industrie du tabac à Shanghai a également produit un court-métrage intitulé New Year. Il s'agit des premiers courts-métrages animés en Chine.
En 1926, les quatre frères Wan — Wan Laiming, Wan Guchan, Wan Chaochen et Wan Dihuan — se focalisent sur la Great Wall Film Company (en) en Chine (ne pas confondre avec Great Wall Movie Enterprises Ltd). Wan Laiming et Wan Guchan sont par la suite reconnus en tant que pionniers de l'animation chinoise grâce à leur production intitulée Uproar in the Studio d'une durée de 10 à 12 minutes en noir-et-blanc,. Les frères croyaient que l'animation chinoise se devait d'être instructive, logique et provocante aux dépens de l'audience. Ils tentaient de développer un style d'animation typiquement chinois. Il était habituel de mélanger film d'action live à de l'animation en 2D. En 1932, l'un des frères Wan, Wan Di-huan, quitte volontairement la compagnie Great Wall Film pour s'occuper de son propre studio de photographie. La première vague d'animation américaine ayant atteint Shanghai impliquait des courts-métrages animés tels que Popeye (大力水手), et une émission connue sous le titre (勃比小姐) qui pourrait possiblement être la traduction du court-métrage Betty Boop.
En 1935, les frères Wan créent la première animation sonore intitulée The Camel's Dance (en). Quatre ans plus tard en 1939, le film Blanche Neige de Disney atteint Shanghai et influence l'animation chinoise. En 1941, le premier long-métrage chinois, La Princesse à l'éventail de fer, sort au cinéma dans des conditions très difficiles pendant la Seconde Guerre sino-japonaise et la Seconde Guerre mondiale. Durant la période d'invasion japonaise, les frères ont produit 20 courts-métrages animés de propagande sur de nombreux thèmes patriotiques dont  l'opium et l'impérialisme.

## Développement continu (1946–1949)
Le 1er octobre 1946, le studio d'animation Northeast s'établit dans la province de Nenjiang (龙江省兴山), actuellement connue sous le nom de Heilongjiang. Il s'agit du premier studio connu créé par un parti communiste. En 1947, des productions telles que Emperor's Dream utilisaient des marionnettes pour y parodier d'une manière exagérée la corruption du parti nationaliste chinois Kuomintang. L'idée de parodier des partis politiques à l'aide de marionnettes reste acceptable, et les animateurs profitent de ce succès. Un exemple de cartoon documentaire de ce type peut inclure  Go After an Easy Prey (en) (1948). En 1948, le studio change son nom en Shanghai Picture Studio Group. Le 1er octobre 1949, la Chine entre dans une nouvelle ère communiste dirigée par Mao Zedong.

## Ère digitale (depuis 1990)
En 2011, 261 444 minutes d'animation télévisée ont été produites en Chine et en 2012, la Chine a également produit 33 films animés.